# Pave Johannes 23.
Pave Johannes 23. (Latin: Ioannes PP. XXIII), borgerligt navn Angelo Giuseppe Roncalli, (25. november 1881 i den italienske by Sotto il Monte – 3. juni 1963 i det apostoliske palads i Vatikanet).
Johannes 23. er primært kendt for at indkalde det storstilede økumeniske koncil; Det andet Vatikankoncil, som på mange måder var banebrydende i sin modernisering af den katolske kirkes teologi og liturgi.
Roncalli blev ellers i 1958 valgt til pave som et kompromis, som man vurderede som harmløs efter den markante Pave Pius 12.. Før Pius' død bestred Roncalli det meget vigtige embede som patriark af Venedig.
Johannes 23. med tilnavnet Den gode pave er desuden husket af eftertiden som en meget smilende og varm personlighed, der vandt folks hjerter, hvorend han kom frem. Han spillede en vis rolle i løsningen af konflikten kendt som Cubakrisen, og var i det hele taget en stor fortaler for fred og modstander af krig.
Pave Johannes Paul 2. saligkårede Johannes 23. i år 2000, og dermed er den gode pave  således på vej til at opnå helgenstatus. Ved samme lejlighed flyttedes hans afsjælede legeme fra en kiste i Peterskirkens krypt til en gennemsigtig glaskiste i selve basilikaen, hvor han nu kan beses af troende og turister. Saligkåringen betyder, at hans korrekte titel blandt katolikker nu er den salige Johannes 23.